# Karel Paar
Karel Paar (nascido em 3 de janeiro de 1945) é um ex-ciclista olímpico tchecoslovaco. Representou sua nação nos Jogos Olímpicos de Verão de 1964.